# Conflit israélo-palestinien
Pour un article plus général, voir Conflit israélo-arabe.
Pour les articles homonymes, voir CIP.
Notes
- Accords de Camp David
- Conférence de Madrid
- Accords d'Oslo
- Oslo II
- Protocole d'Hébron
- Accords de Wye Plantation
- Mémorandum de Charm el-Cheikh
- Sommet de Camp David II
- Sommet de Taba
- Feuille de route
- Initiative de Genève
- Conférence d'Annapolis

Batailles
- Guerre israélo-arabe de 1948
- Guerre israélo-arabe (1948-1949)
- Crise du canal de Suez (1956-1957)
- Guerre des Six Jours (1967)
- Guerre d'usure (1967-1970)
- Guerre du Kippour (1973)
- Guerre du Liban (1975-1990)
- Opération Litani (1978)
- Intervention israélienne au Liban (1982)
- Première intifada (1987-1993)
- Opération Raisins de la Colère (1996)
- Seconde intifada (2000-2005)
- Opération Arc-en-ciel (2004)
- Opération Jours de pénitence (2004)
- Opération Pluies d'été (2006)
- Conflit israélo-libanais (2006)
- Blocus de la bande de Gaza (2007-)
- Guerre de Gaza (2008-2009)
- Abordage de la flottille pour Gaza (2010)
- Confrontation israélo-palestinienne (2011)
- Attaque contre un poste-frontière (2012)
- Guerre de Gaza (2012)
- Guerre de Gaza (2014)
- Vague de violence israélo-palestinienne (2015-2017)
- Marche du retour (2018-2019)
- Crise israélo-palestinienne (2021)
- Attaque du Hamas contre Israël (2023)
- Guerre à Gaza (2023)

Le conflit israélo-palestinien oppose Palestiniens et Israéliens au Proche-Orient. Il oppose deux mouvements nationaux (le sionisme et le nationalisme palestinien).
Ce conflit, une guerre de Cent ans selon Rachad Antonius, trouve racine dans des revendications territoriales, historiques, religieuses et culturelles, sur le territoire de l'ancienne Palestine mandataire. Les principaux aspects du conflit comprennent l'occupation israélienne de la Cisjordanie et de la bande de Gaza, le statut de Jérusalem, les colonies israéliennes, la question des frontières et de la sécurité d'Israël.
L'opposition arabe au sionisme apparaît dès le début du mandat britannique sur la Palestine, avec de nombreuses émeutes et massacres et une révolte arabe entre 1936 et 1939. Après la Seconde Guerre mondiale, alors que le Royaume-Uni s'oppose à l'accueil en Palestine des rescapés juifs des camps de concentration nazis, ce sont les Juifs qui se révoltent. Ne pouvant plus gérer le mandat, les Britanniques en transfèrent la responsabilité à l'Organisation des Nations unies nouvellement créée, qui se prononce en faveur du partage de la Palestine en novembre 1947. Cette décision conduit au déclenchement d'une guerre civile en Palestine, qui six mois plus tard devient la première guerre israélo-arabe. Le conflit conduit à l'exode d'Arabes palestiniens qui deviennent des réfugiés, et à l'arrivée en Israël de réfugiés juifs chassés des pays arabes. La guerre des Six Jours, en juin 1967, provoque un nouvel exode palestinien depuis la Cisjordanie vers la Jordanie, ainsi que l'arrivée en Israël de près de 600 000 Juifs en provenance des pays arabes, chassés de chez eux. Les mouvements de populations ont débouché sur le problème des réfugiés palestiniens, qui sont près de cinq millions aujourd'hui. Israël présente aussi une minorité d'environ deux millions d'Arabes israéliens.
Le Conseil de Sécurité et l'Assemblée générale des Nations unies ont à ce jour émis près d'une centaine de résolutions dans le but de résoudre le conflit, sans jamais y parvenir. Plusieurs négociations et conférences de paix ont également eu lieu.

## Histoire

### Événements antérieurs
Avant 1917, la Palestine est sous l'autorité de l'Empire ottoman. Les populations chrétiennes et musulmanes qui y vivent se définissent en termes de communautés religieuses et ne manifestent guère de sentiment de type national. La population juive est divisée en deux communautés : l'ancien Yichouv c'est-à-dire la communauté établie de longue date sur ce territoire, et le nouveau Yichouv composé de Juifs établis depuis les années 1880, motivés principalement par le sionisme. Dès le début du XXe siècle, des Arabes de Palestine protestent auprès des autorités ottomanes contre ces nouvelles arrivées.
En 1917, les Britanniques conquièrent la Palestine qu'ils administrent officiellement à partir de 1920 dans le cadre d'un mandat de la Société des Nations. Le conflit entre le Yishouv et les Arabes de Palestine débute principalement après la Déclaration Balfour de 1917. De 1920 à 1948, de nombreux Juifs et Arabes s'installent en Palestine alors que le Royaume-Uni exerce son mandat sur la Palestine mandataire : la population juive, qui était estimée en 1917 à environ 70 000 personnes, passe à plus de 650 000 au début de 1948, et la population arabe à plus d'un million de personnes. Des conflits éclatent entre Arabes et Juifs dès 1920, mais aussi entre ces populations et les autorités britanniques. En 1921, les Juifs commencent à créer une milice armée, la Haganah, chargée de protéger les installations juives des milices arabes.

#### Émergence des mouvements nationalistes (fin duXIXesiècle- 1920)
Les racines du conflit se trouvent dans le contexte mondial d'exacerbation des nationalismes européens et d'affaiblissement de l'empire ottoman, et dans l'incompatibilité croissante des objectifs du sionisme en Europe avec ceux du nationalisme arabe au Proche-Orient.
L'Organisation sioniste mondiale est créée en 1897 à Bâle, où le mouvement sioniste tient son premier congrès et élit Theodor Herzl à sa tête. La mission qu'elle se donne est de préparer, pour le peuple juif, un foyer national en Palestine, région historique des anciens royaumes de Juda et d'Israël. Pour cela, l'Organisation sioniste mondiale rachète des terres grâce notamment à l'organisme juif d'achats de terres K.K.L. et au soutien de certaines banques. Sont alors promus l'immigration et le sentiment national afin de renforcer la présence juive dans le territoire.
Dans le même temps, les premières grandes vagues d'immigration juive commencent et s'accélèrent avec les nouveaux pogroms, notamment ceux de Kichinev qui amènent quelques dizaines de milliers d'immigrants d'Europe orientale en Palestine.
Parallèlement, en 1908, sont fondés les premiers journaux nationalistes arabes Al-Karmel et Falistin.
À la fin de la période ottomane, la population juive est estimée entre 56 000 personnes et 82 000 personnes et la population arabe (musulmans, chrétiens, Druzes et autres) à plus de 600 000 personnes.

#### Conséquences de la Première Guerre mondiale

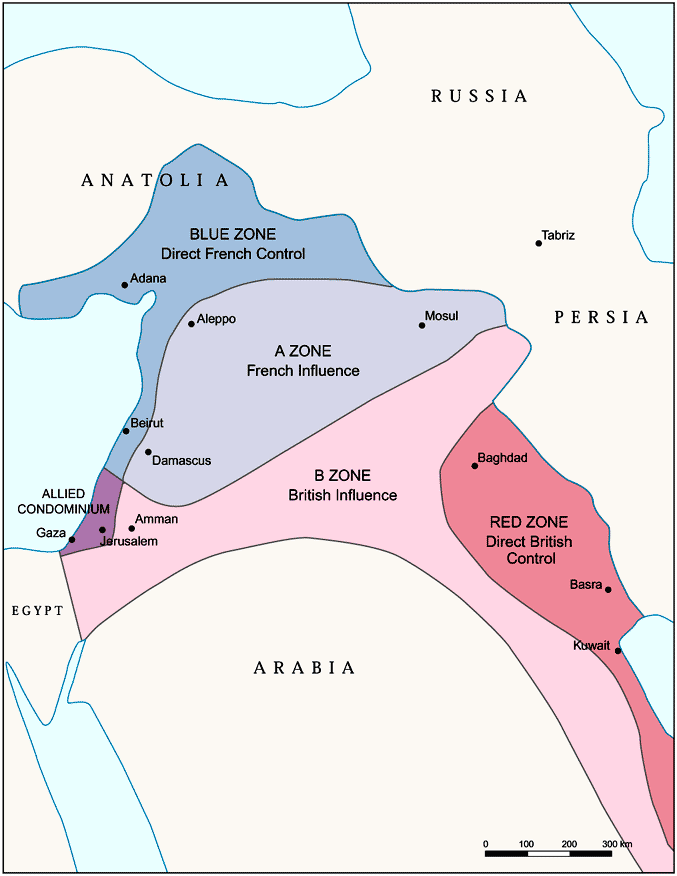
Accords Sykes-Picot de 1916 : influence et contrôle de la France et de la Grande-Bretagne.

L'influence britannique s'affirme de plus en plus au Moyen-Orient : le Royaume-Uni a une présence militaire en Irak dès 1914 et occupe Bagdad en 1917. Il appuie la révolte arabe de 1916-1918 et fait aux Arabes la promesse d'un grand État musulman en échange de leur participation aux côtés des Alliés.
En mai 1916, le Royaume-Uni et la France concluent les accords Sykes-Picot, qui projettent de diviser la région en deux zones d'influence administrées par ces deux puissances. Les accords Sykes-Picot attribuent la Transjordanie et la Palestine mandataire à la zone d'influence britannique et la zone de la Grande Syrie à la France.
Ces accords n'empêchent pas les Britanniques de promettre non seulement un royaume indépendant aux Arabes, qui sera la Transjordanie, mais aussi la création d'un « foyer national » aux Juifs, par la déclaration Balfour. Les Britanniques créent un régiment juif (la légion juive), le 23 août 1917. Chaim Weizmann participe aussi à la préparation de la conférence de la paix de Paris et il y signe, en 1919, un accord avec Fayçal, futur roi d'Irak.
La Première Guerre mondiale bouleverse la géographie du Moyen-Orient. Le Royaume-Uni, qui y a déjà pris pied, y étend son influence. La Société des Nations entérine en 1922 la déclaration Balfour en faisant de l'établissement du foyer national juif une des missions du mandat britannique en Palestine, qui englobe à l'époque aussi les territoires transjordaniens de l'autre côté du Jourdain. Le Royaume-Uni contente la dynastie hachémite avec la création rapide d'un royaume musulman dès 1921 en Transjordanie, dans la partie orientale de la Palestine, ce qui réduit le territoire destiné au foyer national juif.

#### Mandat britannique sur la Palestine (1920-1948)
Les tensions entre communautés juives et arabes s'accroissent à partir de 1920, à la suite de l'augmentation de l'immigration juive. À partir de 1921, cette opposition arabe est incarnée par le Grand Mufti de Jérusalem, Mohammed Amin al-Husseini. Les premières émeutes anti-juives se produisent en mars et avril 1920 à Jérusalem, puis en mai 1921 à Jaffa et contre des établissements agricoles (kibboutz et moshav). Ces émeutes font plus d'une centaine de morts juifs et sont attribuées par la commission Haycraft nommée par les Britanniques à la colère arabe contre l'immigration juive. Cela débouche sur la publication du premier Livre blanc, dit le livre blanc Churchill, visant à rassurer les Arabes, en limitant l'immigration juive. Mais ces émeutes débouchent aussi sur la création d'une force de défense juive, la Haganah, en 1921 à partir des premières unités de l'organisation Hashomer, créée en 1902.
Des motivations religieuses sont à l'origine d'affrontements autour du mur des Lamentations à Jérusalem en 1929 et amènent à l'aggravation brutale de la situation avec de violentes émeutes antijuives à Hébron, Jérusalem et Safed, qui font près de 150 victimes juives. Pour la première fois depuis l'époque des Croisés, des Juifs sont tués à Hébron, leur seconde ville sainte. Le quartier juif de Hébron est détruit.
Les Arabes palestiniens constituent le 25 octobre 1936 le Haut Comité arabe, sous la direction du grand mufti de Jérusalem, Amin al-Husseini, pour faire face à l'agence juive. En 1936, c'est la grande révolte arabe en Palestine, qui va durer par intermittence jusqu'en 1939, qui sera écrasée par l'armée et la police britanniques, avec le concours de troupes de police juive (Notrim) que les Britanniques ont mis au point avec les autorités du Yichouv. En 1944, des actions armées contre les Britanniques sont organisées par l'Irgoun, organisation sioniste de droite dont fait partie notamment Ménahem Begin, liée à l'Organisation sioniste révisionniste, dirigée par Vladimir Jabotinsky et le Lehi, qui est une petite organisation combattante, scission de l'Irgoun et dont fait partie notamment Ytzhak Shamir, futur Premier ministre de l'État juif dans les années 1990. Après mai 1945, la pression s'accentue, pour permettre l'accueil en Palestine mandataire des rescapés juifs des camps de concentration nazis. Le Royaume-Uni s'y oppose. La Haganah lance à son tour des actions armées contre le Royaume-Uni ; elle attaque notamment des casernes, des postes de police, des bases de l'armée britannique et elle fait dérailler des trains. L'affaire de l'Exodus 1947, parti de Port de Bouc avec l'accord des autorités françaises, transportant 4 500 réfugiés et qui est contraint de retourner en Europe avec des morts à son bord, bouleverse l'opinion mondiale.

Le plan de partage de l'ONU.

En mai 1946, le Royaume-Uni abandonne sa tentative de trouver une solution, ne voulant pas se heurter frontalement aux deux parties.
Il transfère alors la question de la Palestine à l'Organisation des Nations unies dont les membres, avec le soutien conjoint des États-Unis et de l'Union soviétique et malgré l'opposition de tous les pays arabes, votent le plan de partage de la Palestine, le 29 novembre 1947. C'est la résolution 181 de l'AGNU, refusée par tous les États arabes. Ce plan de partage divise la Palestine en trois secteurs, l'un arabe (45 %), l'autre juif (55 %) et le troisième, la ville de Jérusalem, sous la tutelle de l'ONU. Les dirigeants arabes palestiniens, favorables à un État unique regroupant Arabes et Juifs,  refusent ce plan et annoncent qu'ils s'y opposeront par les armes. Les dirigeants du Yishouv approuvent le partage même si l'Irgoun et le Lehi sont en désaccord avec la superficie du futur État juif.
Le 14 mai 1948, au musée des Beaux-Arts de Tel Aviv, David Ben Gourion proclame l'indépendance de l'État d'Israël. Dès le 15 mai, après le départ des troupes britanniques, le jeune État juif est immédiatement attaqué par les États arabes voisins.

### Conflit entre Israël et ses voisins (1948-1967)

#### Première guerre israélo-arabe (1948-1949)
Deux mois avant la guerre, le 10 mars 1948, les dirigeants du futur État israélien finalisent le « plan Daleth » en vue de garantir l'homogénéité ethnique de l'État israélien et d'agrandir son territoire. Lorsque la guerre éclate, près de 250 000 Palestiniens ont déjà été expulsés par les milices de la Haganah.
La première guerre israélo-arabe éclate le 14 mai 1948, alors que les troupes britanniques terminent leur départ de l'ancienne Palestine mandataire, et que les armées de certains pays arabes envahissent le territoire. Les Juifs souhaitent protéger des territoires afin d'y établir leur État, et les Arabes veulent instaurer un État palestinien. Plusieurs trêves permettent aux parties de se réarmer. Israël reçoit notamment des armes de la part de l'Union soviétique, par le biais de la Tchécoslovaquie. En 1949, Israël a l'avantage et signe des cessez-le-feu avec les États arabes voisins. La ligne verte est ainsi formée, devenant l'ensemble des nouvelles frontières de fait entre Israël, l'Égypte, la Transjordanie, le Liban et la Syrie. L'État d'Israël s'étend alors sur 78 % de l'ancienne Palestine mandataire, soit 23 % de plus que ce que le plan de partage de 1947 lui accordait. Les 22 % restants sont annexés par la Transjordanie (la Cisjordanie) et l'Égypte (la bande de Gaza). L'ouest de Jérusalem est en Israël, l'est en Transjordanie (voir Jérusalem-Est et Jérusalem-Ouest). Pour les Palestiniens, c'est la « Nakba » (la catastrophe). Ils n'ont pas d'État, et entre 700 000 et 900 000 d'entre eux sont chassés vers les territoires palestiniens restants et vers les pays voisins. Après la guerre, environ 60 % de la population palestinienne habitent des camps de réfugiés.

#### Crise du canal de Suez (1956)
La crise du canal de Suez, ou deuxième guerre israélo-arabe, a lieu d'octobre à décembre 1956. Ce conflit, en plus d'être une guerre israélo-arabe, constitue un affrontement motivé par les intérêts des puissances européennes, la France et le Royaume-Uni, hostiles à la politique du chef de l'État égyptien, Gamal Abdel Nasser. Celui-ci nationalise le canal de Suez le 26 juillet 1956, et finance le FLN algérien, alors en guerre contre la France. Par le « protocole de Sèvres », Israël, la France et le Royaume-Uni préparent secrètement une opération visant à récupérer le canal de Suez et affaiblir l'Égypte. Ce plan est exécuté dans l'opération Mousquetaire. Israël déclenche les hostilités le 29 juillet 1956, par une opération militaire sur le Sinaï, et atteint bientôt le canal. La France et le Royaume-Uni interviennent le 5 novembre, officiellement pour calmer les tensions, mais dans les faits pour récupérer le contrôle de Suez. L'Union soviétique et les États-Unis, ces derniers n'ayant pas été tenus au courant de l'intervention par leurs alliés, condamnent conjointement cette opération, et Moscou menace Londres et Paris de son arme nucléaire. Français et Britanniques, sont forcés d'évacuer les territoires égyptiens, et terminent leur retrait en décembre 1956. À propos du conflit israélo-arabe, la crise de Suez aboutit à un statu quo.

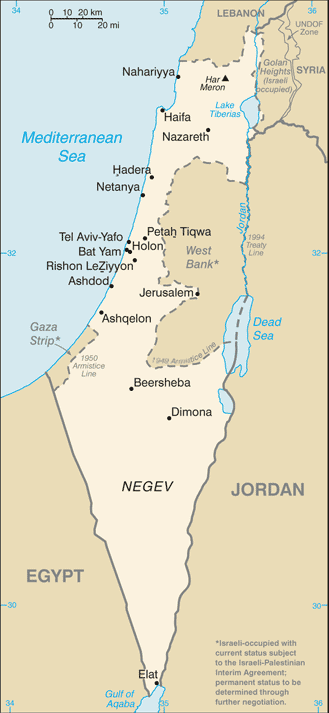
Territoire d'Israël après l'indépendance. La bande de Gaza occupée par l'Égypte et la Cisjordanie occupée et annexée par la Jordanie.

#### Guerre des Six Jours (du 5 au 10 juin 1967)
L'Égypte obtient le retrait des troupes de l'ONU en mai 1967, remilitarise le Sinaï et ferme le détroit de Tiran, passage-clé du transport maritime israélien. Le 15 mai 1967, les forces égyptiennes pénétrèrent dans le Sinaï, contrairement aux accords de démilitarisation de 1957.
Le 5 juin 1967, au matin, devant l'imminence d'une attaque arabe et dans le contexte des bombardements syriens réguliers depuis le plateau du Golan depuis le début 1967, Israël lance une offensive éclair contre l'Égypte, menée par le général Moshe Dayan (voir : Guerre des Six Jours) et appelle la Jordanie à rester neutre. La Jordanie refuse et attaque Israël en effectuant des bombardements d'artillerie lourde sur Jérusalem-ouest et sur la région de Tel Aviv. Dès le 7 juin, Jérusalem Est est conquise par les parachutistes de la 55e brigade commandée par le général Narkiss, ancien attaché militaire d'Israël en France, ancien élève de l'École supérieure de guerre à Paris. Le 8 juin, Israël vainc l'armée jordanienne et conquiert toute la Cisjordanie. Les Syriens continuent de bombarder les habitations, les vergers et les silos agricoles israéliens depuis le plateau du Golan ; en réponse le 9 juin, Israël attaque les Syriens sur le Golan.
Les aviations égyptiennes, jordaniennes et syriennes sont détruites aux premières heures du 5 juin 1967, notamment grâce aux bombardements précis effectués par les pilotes des Mirages de l'armée de l'air israélienne. Au terme d'une guerre-éclair de six jours, Israël conquiert la Cisjordanie, la bande de Gaza, le Golan (y compris la zone des fermes de Chebaa), la péninsule du Sinaï et Jérusalem-Est.
Le 22 novembre 1967, se produit l'adoption de la résolution 242 du Conseil de sécurité de l'ONU. Cette résolution stipule le retrait des forces armées israéliennes « des territoires occupés » (dans sa version en français) ou « from occupied territories » (c'est-à-dire « de territoires occupés », dans sa version en anglais) au cours du récent conflit. La fin de toute revendication ou de tout état de belligérance, respect et reconnaissance de la souveraineté, de l'intégrité territoriale et de l'indépendance politique de chaque État de la région et de leur droit de vivre en paix dans des frontières sûres et reconnues, dégagées de toute menace ou tout acte de violence est affirmée et il convient également d'apporter une juste solution au problème des réfugiés et de garantir l'inviolabilité territoriale et l'indépendance politique de chaque État de la région, à travers diverses mesures telles que l'établissement de zones démilitarisées.

#### Guerre du Kippour (1973)
Les troupes égyptiennes et syriennes attaquent Israël le 6 octobre, lors de la fête du Yom Kippour ou « jour du pardon ». Leur objectif est de reconquérir les territoires occupés par les Israéliens depuis juin 1967. Jusqu'au 9 octobre, l'armée israélienne est en position de retrait ou sur la défensive. À compter du 10 octobre, elle reprend l'initiative et commence des mouvements d'encerclement des troupes égyptiennes.
Le cessez-le-feu du 24 octobre consacre la victoire de l'armée israélienne. La résolution 338 réaffirme la nécessité d'une « paix juste et durable au Moyen-Orient ».

### Conflit entre Israël et l'OLP (1967-1993)
L’OLP (Organisation de Libération de la Palestine), est une organisation militaire et politique palestinienne, son parti politique se nomme le Fatah. Elle a été créée le 28 mai 1964 à Jérusalem et a été dirigée à partir de 1969 par Yasser Arafat. A sa création, elle se veut être la principale organisation de lutte contre Israël et elle adopte dans un premier temps un mode opératoire qui passe par la lutte armée (guérilla) et des attentats.
Entre autres actions, l’OLP a participé à la guerre d’usure le long du canal de Suez de 1967 à 1970. Lors de la prise d’otage des athlètes israéliens lors de JO de Munich en 1972 par des terroristes palestiniens du groupe Septembre Noir, dont nombre des membres étaient issus du Fatah, des liens ont été établis entre les terroristes et l’OLP.
Lors de la guerre du Kippour en 1973, l’OLP est reconnue comme seule représentante du peuple palestinien, au détriment du royaume de Jordanie, qui était alors considéré comme le pays représentant le peuple arabe de Palestine, depuis mai 1948, lors du sommet arabe d'Alger. L'attitude de la Jordanie, qui n'a pas attaqué Israël lors de la guerre du Kippour, témoigne, après l'attaque conjointe de l'Égypte et de la Syrie, d'une désolidarisation progressive des pays arabes.
En 1976, l’OLP prend en otage les passagers d’un avion Air France qui faisait la liaison entre Tel-Aviv et Paris et les gardent prisonniers en Ouganda. Cela donnera suite à leur libération par l’armée israélienne lors du raid d’Entenbe.
En 1978, l’armée israélienne envahit le Sud-Liban afin de repousser l’OLP alors présente sur le territoire au-delà du fleuve Litani. L'ONU condamne cette invasion et exige un retrait israélien par la résolution 425 qui ne sera effective qu'en 2000. Le conflit cause près de 1 100 victimes civiles libanaises et palestiniennes et aboutit à une occupation indirecte par Israël d'une partie du Sud-Liban au moyen d'une milice de supplétifs libanais.
En 1982, à la suite de tirs d’obus de l’OLP sur Israël, celui-ci envahi une nouvelle fois le Liban et repousse les forces de l’OLP jusqu’à Beyrouth. À la suite de cela, l’OLP est évacuée en Tunisie.
Il est à noter qu’après avoir reçu le statut de membre observateur aux Nations unies en 1974, l'OLP commence à mettre de côté l’action militaire pour privilégier la diplomatie et la politique.

### Première intifada (1987)
Dans le milieu des années 1980, le conflit israélo-palestinien suit une évolution qui n'était prévue ni par les Israéliens ni par l'OLP avec la révolte de la population palestinienne. Ces événements prennent le nom de première intifada ou « guerre des pierres ».
Face à la poursuite du développement des colonies israéliennes et face à des conditions économiques difficiles, la population palestinienne de Cisjordanie et de Gaza se révolte contre Israël. La situation attire l'attention internationale envers les milices palestiniennes qui ne sont plus perçues de manière unanime comme des organisations « terroristes ». Certaines manifestations palestiniennes sont même soutenues par des mouvements israéliens tels que La Paix maintenant et Gush Shalom, qui sont eux-mêmes portés par le succès des accords de paix avec l'Égypte et le traumatisme de la guerre du Liban et du massacre de Sabra et Chatila[réf. nécessaire].
Des négociations sont menées en secret entre l'OLP et le gouvernement israélien.

### Processus de paix

Affiche prônant la réconciliation : drapeaux israélien et palestinien et le mot paix en arabe et en hébreu. Des images similaires ont été utilisées par différents groupes défendant l'idée de cohabitation des deux populations.

Le processus de paix israélo-palestinien regroupe l'ensemble des discussions diplomatiques qui ont été tentées pour trouver une solution définitive au conflit israélo-palestinien, depuis la reconnaissance de l'OLP par Israël comme d'un partenaire palestinien pour la paix.

#### Objets des négociations
Les principaux points litigieux sont : l'objectif d'une reconnaissance mutuelle des deux peuples, laquelle n'est à ce jour pas absolue ; l'objectif de création d'un État palestinien aux côtés d'Israël et les problèmes posés par la contiguïté de leurs territoires (sécurité) et le tracé ultime des frontières (question du devenir des colonies israéliennes présentes dans les territoires palestiniens occupés) ; le statut de Jérusalem et le contrôle de ses lieux saints. À ces enjeux centraux s'ajoutent des problèmes parallèles tels que le partage de l'eau et le statut des réfugiés déplacés par le conflit. Les questions du sacré et de l'identité des groupes en litige jouent un rôle majeur dans ce conflit.

#### Conférence de Madrid de 1991
En 1991, à la suite de la guerre du Golfe, durant laquelle le président américain George H. W. Bush avait promis aux pays arabes de se pencher après la libération du Koweït, a lieu la conférence de Madrid, rassemblant pour la première fois, autour de la même table de négociations, Israéliens et Palestiniens.

#### Accords d'Oslo de 1993
En 1993, les accords d'Oslo, signés par Yasser Arafat, chef de l'OLP, et Yitzhak Rabin, Premier ministre israélien, prévoient la création d'un État palestinien en Cisjordanie et à Gaza pour 1998. Yasser Arafat reconnaît le droit d'Israël à vivre en paix et en sécurité, et Yitzhak Rabin reconnaît l'OLP en tant que "représentant légitime du peuple palestinien". L'Autorité palestinienne est mise en place. Les accords d'Oslo prévoient la répartition de la Cisjordanie et de Gaza, en zones A, B et C, soumises chacune à une autorité différente.

#### Sommet de Camp David de juillet 2000
Bill Clinton, à la fin de son mandat, tente de régler une nouvelle fois le conflit israélo-palestinien. Il invite Yasser Arafat et Ehud Barak à Camp David en juillet 2000. Les négociations n'aboutissent à aucun accord, les Israéliens souhaitant garder le contrôle de Jérusalem.

#### Conséquences de l'échec des négociations: la seconde Intifada

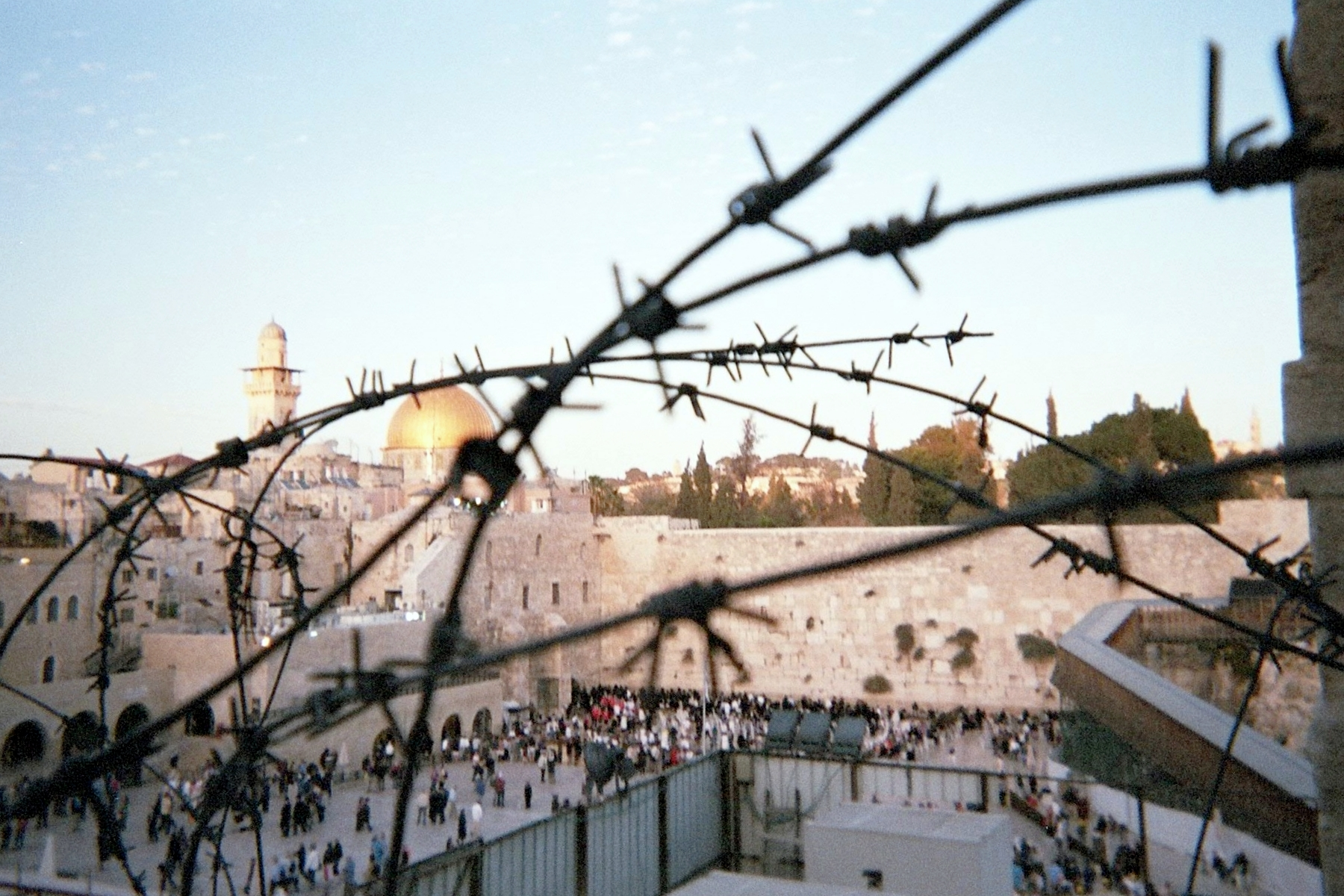
Les lieux saints : Esplanade des mosquées et Mur des lamentations, l'un des enjeux du conflit.

Peu de temps après l'effondrement des discussions, Ariel Sharon et d'autres membres du Likoud visitèrent l'esplanade des Mosquées/Mont du Temple pour démontrer le contrôle israélien sur ce lieu saint. Le lendemain, une manifestation palestinienne tourna à l'affrontement avec la police israélienne. L'escalade de la violence conduisit au soulèvement de la seconde intifada.
Une vague d'attentats-suicides organisés par les mouvements extrémistes palestiniens visa les civils israéliens. Les représailles israéliennes prirent la forme d'un bouclage de la bande de Gaza et d'un redéploiement de Tsahal en Cisjordanie. Israël déclencha également des opérations d'assassinats ciblés contre les dirigeants des organisations islamistes palestiniennes. Ces opérations furent l'occasion d'appels à la vengeance de la part de ces organisations. Plus de mille Israéliens et de trois-mille de Palestiniens sont tués lors de ces violences.
Le 7 octobre 2000, le Conseil de sécurité de l'ONU adoptait la Résolution 1322 déplorant tout à la fois la visite d'Ariel Sharon et les violences qui se sont suivies dès le lendemain avec le déclenchement de la seconde Intifada.

#### Discussions de paix à Paris d'octobre 2000
Madeleine Albright rencontre tour à tour Yasser Arafat et Ehud Barak dans la capitale française. Arafat serait sur le point d'accepter le compromis qui lui est proposé mais Jacques Chirac serait intervenu pour durcir la position d'Arafat.

#### Sommet de Taba de 2001
Les appels au calme et à la reprise des discussions se multiplièrent en vain. Bill Clinton proposa par écrit de nouveaux paramètres de négociations. Barak les accepta avec des réserves, Arafat retarda sa réponse puis accepta avec des questions et des réserves. Les initiatives du président Clinton amenèrent Barak et Arafat à des discussions à Taba en janvier 2001 au cours desquelles les délégations confièrent n'avoir jamais été aussi près d'un accord.

#### Nouvelles tentatives
Un mois plus tard, les violences de la seconde intifada et le sentiment d'insécurité entraînaient une alternance politique au pouvoir en Israël, à l'issue du scrutin, amenant la droite et Ariel Sharon à la tête d'un nouveau gouvernement.
Le nouveau gouvernement d'Ariel Sharon exige alors un arrêt des attentats terroristes avant toute reprise du dialogue.
Les initiatives pour sortir de l'impasse furent multiples :
- Le Quartet pour le Moyen-Orient constitué du nouveau président américain George W. Bush, de l'Union européenne, de la Russie et de l'ONU élaborèrent la feuille de route pour la paix qui appelle à la création d'un État palestinien avant 2005, sous les conditions d'un arrêt du terrorisme, et du déroulement d'élections démocratiques dans les territoires palestiniens.
- La Ligue arabe réunie à Beyrouth au Liban fit également un plan de paix qui appelait au retour aux frontières de 1967 en échange d'une reconnaissance mutuelle et de la paix. Le gouvernement israélien salua cette proposition.
- En 2003, une assemblée non officielle de personnalités politiques modérées des deux parties se rencontrèrent pour s'entendre sur les termes d'une proposition de paix connue sous le nom d'initiative de Genève. Arafat reçut favorablement ce document et Sharon le rejeta.

### Seconde intifada (2000-2005)

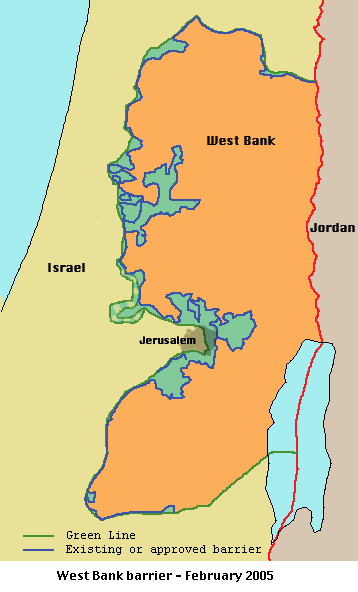
Le « mur de sécurité » - tracé approuvé en février 2005, mais susceptible d'évoluer.

#### 2000
- Juillet : sommet de Camp David II.
- Septembre : début de la seconde intifada ou Intifada al-Aqsa.
- Novembre : Ehud Barak approuve un plan de construction d'une « barrière destinée à empêcher le passage de véhicules motorisés » depuis le Nord-Est de la Cisjordanie jusqu'à la région de Latroun.

Les mouvements armés palestiniens : les organisations armées les plus actives sont le Hamas, les brigades des martyrs d'Al-Aqsa et le djihad islamique palestinien qui opèrent dans la bande de Gaza et la Cisjordanie. Certaines de ces organisations considèrent les morts civils, qui découlent ou non de certaines de leurs actions, comme étant des martyrs du djihad.
Le Hamas a créé une infrastructure d'aide sociale, lui faisant gagner des milliers de soutiens. Il est soutenu financièrement par de nombreuses organisations, particulièrement en Europe, ainsi que par des pays comme l'Iran et la Syrie.
Le djihad islamique palestinien est moins populaire que le Hamas. Il est plus petit, et n'a pas d'activités sociales au programme ni aucune aspiration politique. Il est très actif à Jénine, Tulkarem et Naplouse en Cisjordanie. Il travaille en cellule et n'a pas d'infrastructure civile.

#### 2002
14 avril : le gouvernement israélien décide de construire une barrière à l'intérieur de la ligne de séparation, et émet une directive en vue de « commencer immédiatement la construction d'une clôture dans la région de 'Anin… le secteur de Tulkarem et le secteur de Jérusalem ».
14 août : approbation par le gouvernement israélien du tracé du mur, resté secret. Il sera composé en grande partie de barrières électroniques.

#### 2005
Après la mort de Yasser Arafat, relance du processus de paix par Mahmoud Abbas (aussi connu sous le nom de guerre de Abou Mazen), nouveau président de l'Autorité palestinienne. Ce dernier, élu sur un programme visant à la fin de la violence, établit une trêve avec Israël qui semble respectée par des mouvements terroristes palestiniens, sauf par le Hamas et le Jihad qui s'opposent à Abou Mazen au sein de l'Autorité palestinienne et durant les élections. Ariel Sharon de son côté, œuvre au désengagement de Gaza mais se heurte à une opposition au démantèlement des colonies dans son propre parti, le forçant à composer avec la gauche israélienne.
Les colonies israéliennes dans les territoires palestiniens occupés font barrage politique à leur démantèlement et réclament un référendum soutenu par la droite israélienne.
Mars : Israël envisage de confier à l'Égypte le contrôle d'une zone tampon à Gaza. Un « accord de principe » sur le déploiement d'une force égyptienne de 750 hommes le long des huit kilomètres de la zone tampon, dite du « couloir de Philadelphie », a été conclu à Charm el-Cheikh en Égypte entre le président égyptien Hosni Moubarak et le ministre israélien de la Défense Shaul Mofaz.

#### Sommet de Sharm el-Sheikh de 2005
Le 8 février 2005, le premier ministre israélien, Ariel Sharon, rencontre Mahmoud Abbas, président de l’Autorité palestinienne, le président Égyptien Hosni Moubarak et le roi Abdallah II. Les négociations visent à une stabilisation de la situation et marquent la fin de la seconde intifada.

#### Plan de désengagement unilatéral de 2005
Le gouvernement israélien prit des dispositions unilatérales pour assurer la sécurité de sa population. La construction d'une barrière, qui avait été pensée par un précédent gouvernement de coalition gauche-droite, commença. Son érection provoque d'importantes contestations et des condamnations internationales, du fait de son tracé, qui ne suit pas exactement la ligne verte et déborde sur la Cisjordanie.

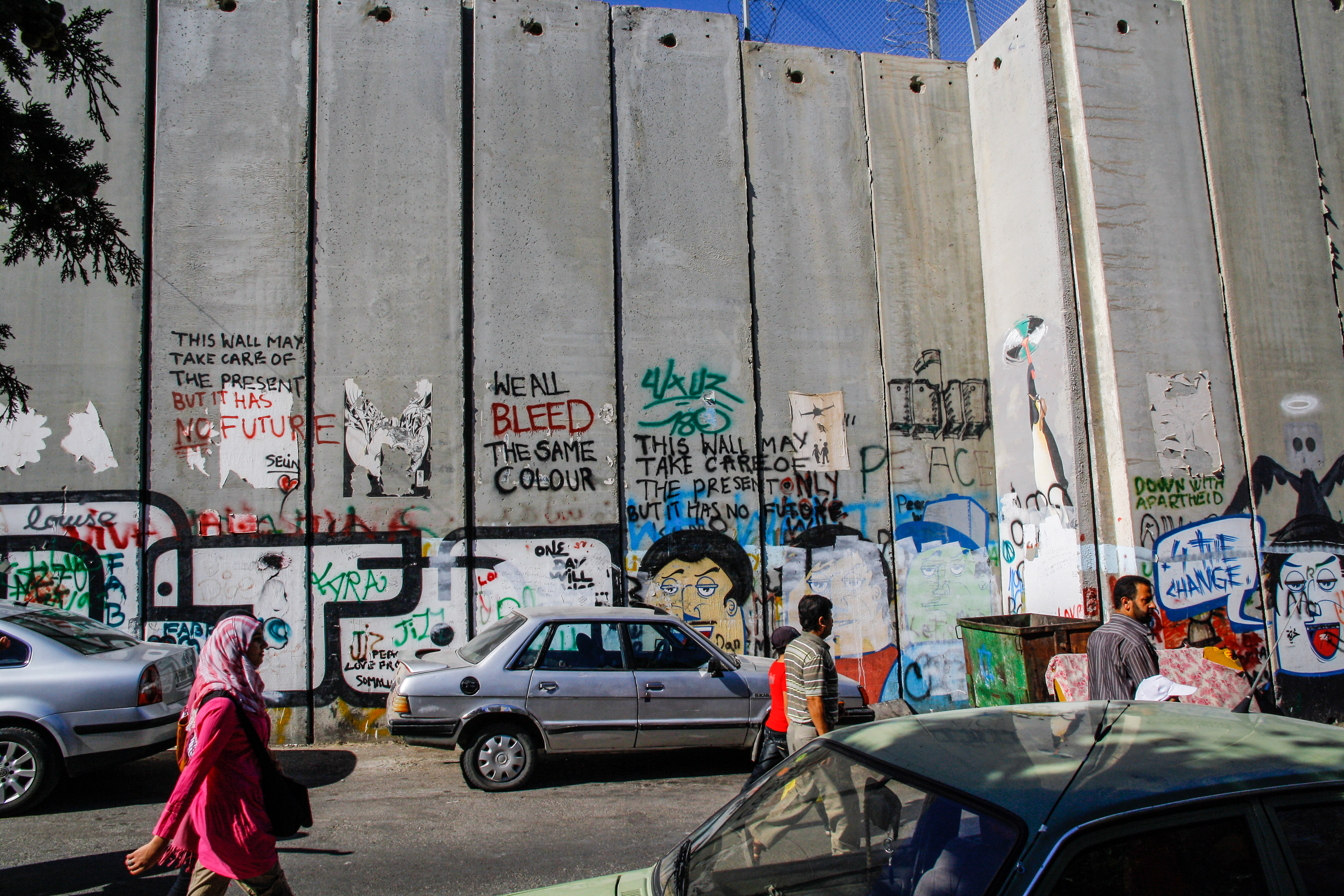
Graffitis sur le mur du côté cisjordanien.

Le même gouvernement prit ensuite l'initiative d'un plan de désengagement de la bande de Gaza en 2005, concernant l'évacuation des habitants israéliens et la destruction des colonies de la bande de Gaza ainsi que de quatre implantations israéliennes dans le nord de la Cisjordanie.

#### 2006
La tension avec les Palestiniens continue d'être vive (tirs de roquette « Qasam » sur les villes israéliennes et représailles de Tsahal). Le 25 juin, le caporal Gilad Shalit est enlevé par 3 groupes terroristes palestiniens (les Comités de résistance populaire, l’Armée de l’Islam et la branche armée de l'organisation terroriste Hamas) lors d'une attaque conjointe contre un poste militaire de Tsahal en territoire israélien. En riposte, le cabinet israélien déclenche l'opération Pluies d'été.

### Projet de création d'un État palestinien
Depuis la proclamation de la déclaration d'indépendance palestinienne en novembre 1988 à Alger, lors du dix-neuvième Conseil national d’Alger, la revendication d'un État palestinien autonome n'a cessé d'être portée par les Palestiniens, sous la direction de l'OLP et de Yasser Arafat, et n'a cessé d'avancer, un certain nombre d'États et d'instances internationales s'y ralliant au fil des années.
Le 19 janvier 1993, le Parlement israélien abroge la loi interdisant les contacts avec l'OLP. Et le 13 septembre 1993, les accords dits d'Oslo sur l'autonomie palestinienne, d'abord mis au point à Oslo puis signés à Washington, donnent lieu à une déclaration qui aboutit à la reconnaissance mutuelle de la Palestine et d'Israël.
Le 4 mai 1994 est signé un accord israélo-palestinien, entre l'Organisation de libération de la Palestine (OLP) et l'État d'Israël : accord d'« Oslo I » signé au Caire (Égypte), prévoyant l’autonomie de la bande de Gaza et de la ville de Jéricho (Cisjordanie).
Le 28 septembre 1995, Israël et l'OLP signent à Washington l’accord négocié à Taba (« Oslo II ») étendant l'autonomie en Cisjordanie et prévoyant une série de retraits israéliens par étapes. Fin 1995, Israël se retire de six villes de Cisjordanie qui deviennent autonomes.
Le 20 janvier 1996, Yasser Arafat est élu président de l'Autorité palestinienne. Le CNP (parlement palestinien en exil), réuni pour la première fois en Palestine, élimine de sa charte les articles mettant en cause le droit à l'existence de l'État d'Israël.
La création de l'État palestinien, aux termes des accords d’Oslo, aurait dû intervenir en décembre 1998 selon des modalités préparées en commun par le gouvernement israélien et l’Autorité palestinienne.[réf. nécessaire]
Le 25 mars 1999, l'Union européenne se prononce en faveur du droit à l’autodétermination des Palestiniens et à celui de créer un État : appui qui s'ajoute au projet de création du futur État palestinien.
En mars 2002, c'est au tour de l'ONU de soutenir la revendication : le Conseil de sécurité adopte la résolution 1397 qui évoque pour la première fois un État palestinien aux côtés d’Israël. Ce pour quoi le président George W. Bush nouvellement élu se prononce également.
L'Autorité palestinienne, sous la présidence de Mahmoud Abbas et à la suite de Yasser Arafat, son premier président élu en 1996, œuvre en vue de la création d'un État palestinien. Le 25 mai 2006, Mahmoud Abbas annonce la tenue d'un référendum en ce sens. Toutefois, à la suite de violents affrontements interpalestiniens, les islamistes du Hamas ont pris le contrôle de la bande de Gaza le 14 juin 2007, tandis que Mahmoud Abbas, soutenu par le Fatah, annonçait la mise en place d'un « cabinet d'urgence » à Ramallah, en Cisjordanie. Ainsi, avant même d'avoir pu accéder à la souveraineté internationale, le futur État palestinien se trouve partagé de fait en deux entités rivales, l'une à Gaza et l'autre en Cisjordanie. Le 29 novembre 2012, l'État de Palestine est reconnu comme État observateur non membre par l'Assemblée générale des Nations unies.

### L'après seconde intifada

#### Blocus de la bande de Gaza (2007)
À la suite de la prise de pouvoir du Hamas dans la bande de Gaza, le gouvernement israélien décide du blocus du territoire fin juin 2007.

#### Guerre de Gaza de 2008-2009

##### 2008
Le 5 novembre, après 5 mois de trêve partielle, Israël procède à un raid contre un tunnel du Hamas qui entraîne des échanges de feu et la mort de 6 membres du Hamas,. Le 18 décembre, le Hamas annonce la non-reconduction de cette trêve. Les tirs de roquettes vers Israël reprennent.
À partir du 27 décembre, l'aviation israélienne bombarde les infrastructures du Hamas à Gaza : c'est le début de la guerre de Gaza de 2008-2009.

##### 2009
Le 3 janvier, l'opération Plomb durci connaît une nouvelle phase quand les Israéliens envoient des troupes dans la bande de Gaza. L'opération fait selon les sources palestiniennes plus de 1 300 morts à Gaza et 13 du côté israélien selon les sources israéliennes.
Le 18 janvier, Israël proclame le cessez-le-feu. Le même jour, le Hamas annonce une trêve et donne 7 jours à l'armée israélienne pour quitter Gaza, ce qui est fait dès le 21 janvier.
Pendant les semaines qui suivent, les Palestiniens de Gaza continuent d'envoyer quelques roquettes plusieurs fois par semaine sur Israël dont l'aviation réplique en bombardant les tunnels palestiniens de contrebande avec l'Égypte.
À la suite de ces opérations militaires, le blocus de la bande de Gaza est renforcé.

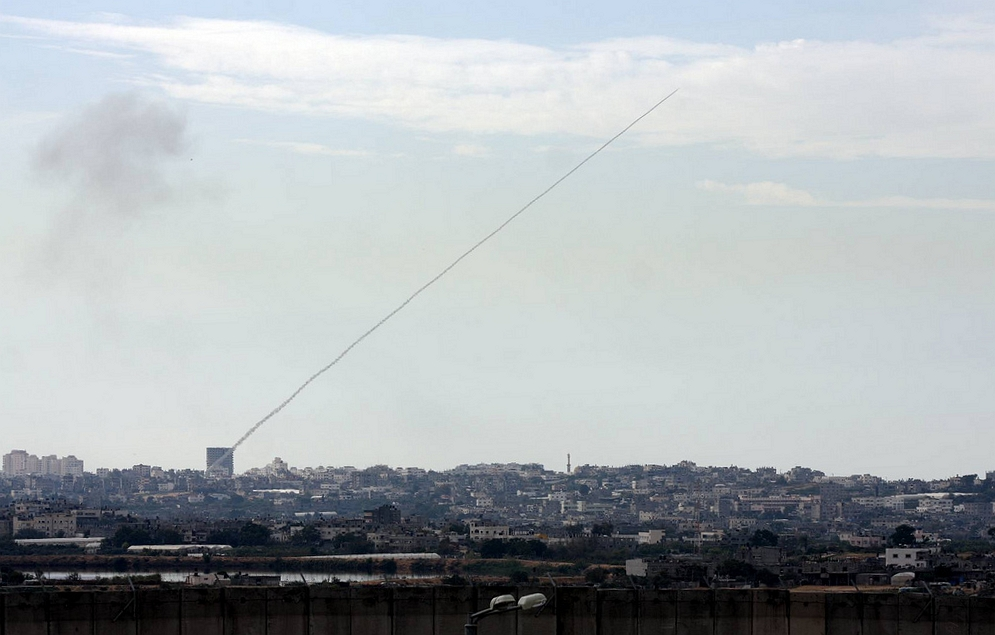
Des images d'une attaque à la roquette dans le sud d'Israël, mars 2009.
- Tir d'une roquette Qassam vers le sud d'Israël, janvier 2009.
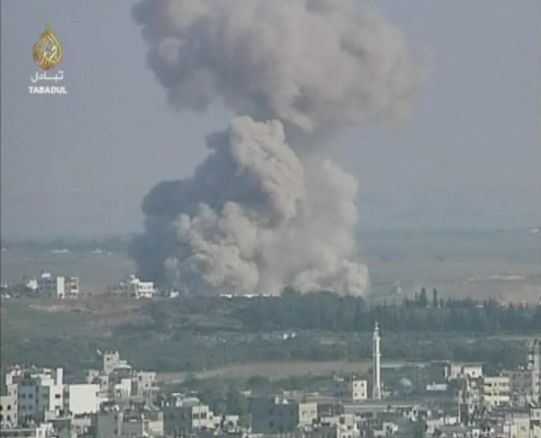
Une explosion causée par un raid aérien israélien dans la bande de Gaza au cours du conflit de 2008-2009 entre Israël et le Hamas à Gaza.

Les élections législatives israéliennes de mars 2009 amènent au pouvoir Benyamin Netanyahou qui forme un gouvernement ancré à droite.

#### Abordage de la flottille pour Gaza (2010)
Le 31 mai, l'armée israélienne aborde le Mavi Marmara, navire qui, à la tête de la flottille humanitaire Free Gaza, cherche à briser le blocus de Gaza. Des médicaments et de la nourriture sont transportés par plusieurs bateaux transportant des hommes politiques européens et un prix Nobel de la paix. Le déroulement de l'arraisonnement du Mavi Marmara est sujet à interprétation : la version israélienne défend la thèse de l'agression subie par les troupes israéliennes par certains membres de l'équipage ; au contraire, l'équipage affirme avoir subi les tirs des commandos israéliens sitôt après l'abordage. Au cours de ces évènements, plusieurs soldats israéliens sont blessés, et neuf militants tués. Le rapport de la commission d'enquête de l'ONU (dit : Rapport Palmer) accréditera la thèse de la « légitime défense », tout en jugeant « excessive » la riposte israélienne.

#### Guerre de Gaza de 2012
Le 14 novembre 2012, le chef militaire du Hamas Ahmed Jaabari est tué dans un raid aérien israélien en réponse aux tirs de roquettes contre le territoire israélien et les forces de défense israéliennes (Tsahal) lancent l'« opération Pilier de défense. »

### 2014-2023: regain de tensions

#### Guerre de Gaza de 2014
En juin 2014, le meurtre de trois adolescents israéliens dans le secteur d'Hébron marque le début d'une escalade. Tsahal, qui attribue à juste titre le rapt à deux membres du Hamas, engage des recherches, qui s'accompagnent de 580 arrestations, de la confiscation par la violence de nombreux biens palestiniens, du bouclage d'Hébron, et de morts. Ces actions, vécues comme une punition collective, engendrent en réaction un regain des tensions, jugé comme le plus grave depuis la seconde intifada. La découverte des corps de ces trois adolescents est suivie du meurtre d'un jeune palestinien le 2 juillet, et par des tirs de roquettes du Hamas à partir de la bande de Gaza. En réaction, Israël lance l'opération Bordure protectrice, afin de détruire les tunnels illégaux de passage de Gaza vers Israël. Cette opération fera au moins 2 202 victimes côté palestinien, dont 1 394 civils et 526 enfants. Côté israélien, 72 personnes, dont 62 soldats, ont perdu la vie.

#### Vague de violence (2015-2017)
L'automne 2015 voit l'émergence d'une nouvelle vague de violence qui dure jusqu'au 6 décembre 2017.
Durant l'année 2016, à Jérusalem, il y a plus d'une centaine d'attaques au couteau perpétrés par des Palestiniens isolés, souvent jeunes et armés, contre des Israéliens.
Début janvier 2017, une réunion sur la paix au Proche-Orient a lieu à Paris. Si près de 75 pays et organisations internationales étaient présents, le président de l’Autorité palestinienne et le Premier ministre israélien ont refusé l’invitation. Les acteurs étant à la réunion ont rappelé leur engagement en faveur des deux États israélien et palestinien, signalant qu’ils ne reconnaîtraient pas d’actions unilatérales qui menaceraient une solution négociée, notamment au sujet des frontières ou du statut de Jérusalem. C'était une réunion plutôt symbolique, alors qu'Israël attendait avec optimisme l'arrivée de Donald Trump au pouvoir, cinq jours après la conférence, car ce dernier parait vouloir être plus favorable envers Israël comparativement à son prédécesseur. Ce, puisqu'il promet déjà de déménager l'ambassade des États-Unis d’Amérique de Tel-Aviv à Jérusalem, rompant ainsi avec la politique de son pays et de la communauté internationale, pour qui le statut de capitale de Jérusalem doit se régler par la négociation,.
Le 5 mars, Benjamin Netanyahou annonce qu’il interdira à la municipalité de Jatt, localité arabe du Nord, de nommer une rue locale en l'honneur de Yasser Arafat.
Trois jours après, le parlement israélien adopte en vote préliminaire deux projets de lois. Le premier, présenté par le Foyer Juif, vise à arrêter les appels à la prière des mosquées durant la nuit, alors que le second, présenté par le parti nationaliste laïque Israël Beiteinou, veut les interdire totalement. Ce projet de loi engendre une vague de protestation dans le monde arabe.
Le 6 décembre 2017, le président des États-Unis, Donald Trump, revendiquant une nouvelle approche, reconnaît officiellement Jérusalem comme capitale d'Israël et donne l'instruction d'y déplacer l'ambassade américaine. Sa décision est saluée par le Premier ministre israélien, Benjamin Netanyahou, qui déclare que l'annonce de Trump marque un « jour historique ». Le Hamas appelle les pays arabes et musulmans à expulser les ambassadeurs américains de leurs territoires.

#### Marche du retour (2018)
2018 est marquée par la Marche du retour qui se transforme en une série de manifestations palestiniennes chaque vendredi le long de la frontière de la bande de Gaza, dont le but était, selon Yahya Sinwar, « que la frontière disparaisse [...] et que les Palestiniens reviennent sur ces terres dont ils ont été expulsés il y a 70 ans ». De violents incidents opposent soldats israéliens et manifestants dont près de 235 sont tués. Plus de trois mille hectares de forêts et de terres agricoles sont détruits par les ballons incendiaires palestiniens.

#### 2019
Les 25 et 26 juin 2019 se tient la Conférence économique de Bahreïn, à l'initiative des États-Unis et présidée par Jared Kushner. En l'absence des Palestiniens qui boycottent la conférence et des Israéliens, et en présence de représentants de l'Arabie saoudite, des Émirats arabes unis et de fonctionnaires jordaniens et égyptiens. Jared Kushner y présente un plan baptisé « De la paix à la prospérité » qui serait « l'occasion du siècle » et qui prévoit des investissements dans les infrastructures, le tourisme ou l'éducation, avec la création d'un million d'emplois à la clé. La directrice-générale du Fonds monétaire international (FMI) Christine Lagarde estime qu'il est possible de relancer l'économie palestinienne et félicite l'envoyé américain pour avoir mis l'accent sur la création d'emplois. À cette occasion, le ministre des Affaires étrangères de Bahreïn déclare que ce sommet propose une « nouvelle donne » dont la portée équivaut à celle des accords de Camp David conclu en 1978 entre Israël et l'Égypte. Le ministre a également souligné que son pays reconnaît le droit d’Israël à exister, qu'il sait qu’il est « là pour rester » et qu’il veut la paix avec lui. Les pays arabes qui étaient représentés rappellent tous la nécessité d'une solution à deux États au conflit israélo-palestinien.

#### 2020
Le 28 janvier 2020, le président américain Donald Trump présente son plan de paix qui prévoit l'annexion par Israël des colonies au prix d'un investissement de 50 milliards de dollars dans le développement de la Palestine et qui est immédiatement rejeté par la partie palestinienne.

#### 2022
Selon un décompte de l’AFP, le conflit israélo-palestinien a fait plus de 200 morts palestiniens et au moins 26 Israéliens en 2022.

### Colonisation de la Cisjordanie
La Cisjordanie comprend, en 2025, près de 300 colonies israéliennes et 750 000 colons, contre 3,3 millions de Palestiniens.

### Guerre à Gaza depuis 2023

#### 2023
Les brigades al-Qassam lancent une vaste offensive contre Israël depuis la bande de Gaza le 7 octobre 2023,. Plusieurs milliers de roquettes sont tirées sur des villes israéliennes, le mur de séparation est attaqué et détruit en plusieurs points et des combattants palestiniens s'infiltrent en Israël par petits groupes et attaquent la population civile et des bases militaires. Plusieurs massacres sont commis sur les populations civiles et près de 200 civils et militaires sont pris en otage et détenus dans la bande de Gaza. Le bilan du côté israélien est estimé à environ 1 100 morts et 3 200 blessés,.
	En réponse, Israël lance une opération militaire visant à détruire le Hamas. Des bombardements sont réalisés sur la bande de Gaza dès le 7 octobre au soir, les forces armées sont mobilisées et un grand nombre de réservistes rappelés. Israël instaure un blocus total de la bande de Gaza, interdisant l'approvisionnement en eau, électricité et en gaz,,. Dépendante des fournitures israéliennes, la population civile gazaouie se trouve dans une situation de siège, ce qui déclenche une crise humanitaire. Plusieurs agences onusiennes, organisations humanitaires et États critiquent le siège et demandent que les populations civiles soient préservées,. Après 14 jours de conflits, le Ministère de la santé palestinien annonce que les bombardements ont tué 4 385 personnes et en ont blessé plus de 13 500.
	Le 13 octobre, l'armée israélienne appelle les civils à fuir le nord de la bande de Gaza, principal lieu des bombardements,. Le Haut commissariat aux réfugiés critique ce déplacement qui ne bénéficie d'aucun soutien humanitaire et craint une situation de transfert forcé de population. L'ONU estime qu'environ 1 million de personnes se sont déplacés entre le nord et le sud de la bande de Gaza.

#### 2024
En juillet 2024, la Knesset israélienne adopte une résolution à 68 voix contre 9 déclarant qu'elle s'opposait à la création d'un État palestinien.

#### 2025
En mars 2025, Israël a intensifié ses frappes sur la bande de Gaza, en adressant un avertissement au Hamas concernant la libération des otages. Les bombardements ont causé des centaines de morts et entraîné le déplacement de milliers de Palestiniens. Cette escalade a exacerbé les tensions avec la communauté internationale, où des appels à la retenue ont été formulés. Parallèlement, en Israël, des manifestations ont eu lieu, certains citoyens demandant un changement de stratégie du gouvernement face au conflit.

## Conflit international

### Mobilisation internationale

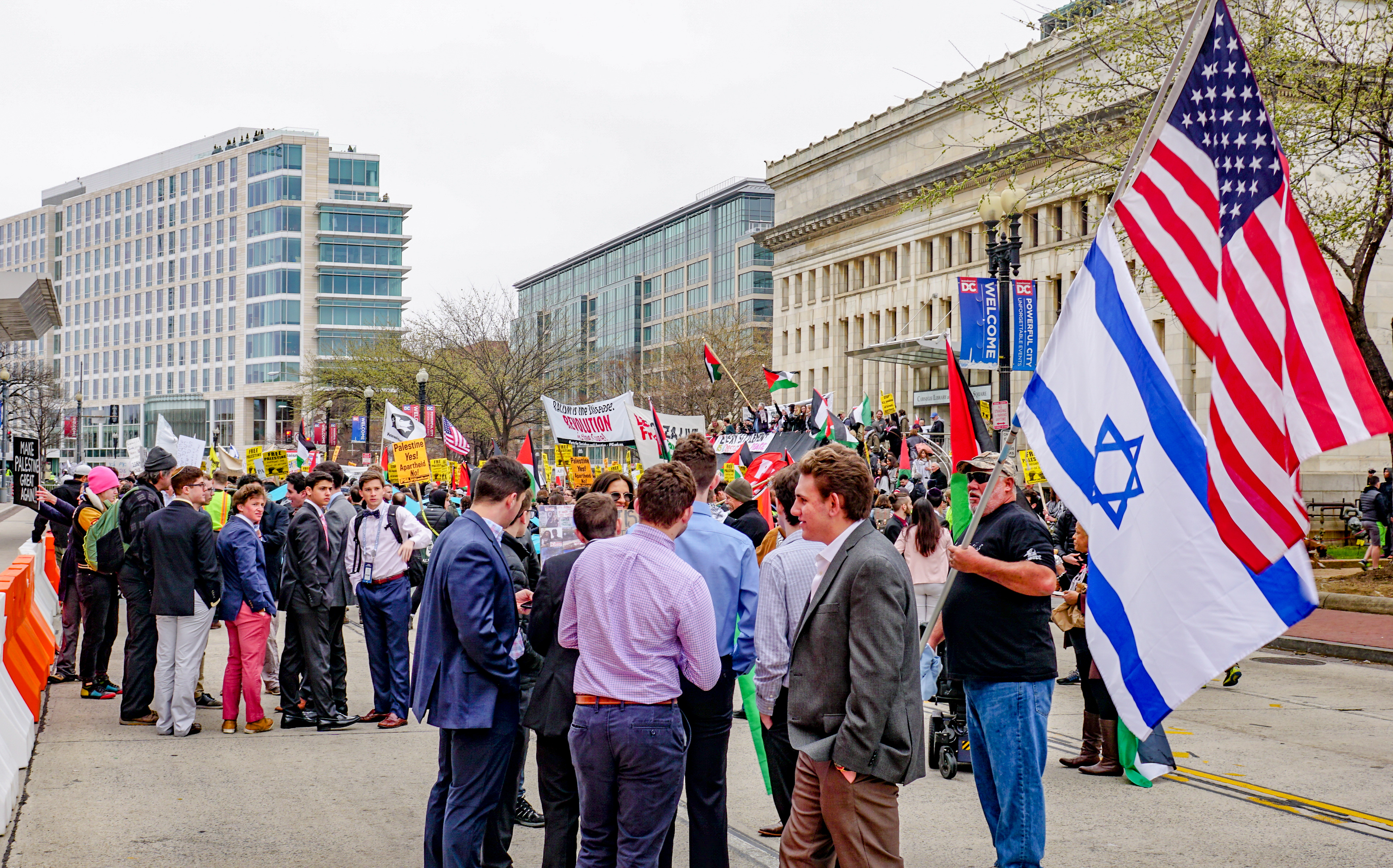
Manifestation pro-palestinienne et contre manifestants pro-israéliens à Washington D.C. aux États-Unis, 26 mars 2017.

Israël bénéficie d'aides militaires et du soutien des États-Unis. L’État israélien a perçu l'équivalent de 251 milliards de dollars en aide militaire des États-Unis entre 1959 et 2024.
Les Palestiniens bénéficient d'aides au développement des États du Golfe et de l'Union européenne, de l'aide de l'UNRWA (agence de l'ONU) pour les millions de réfugiés, ainsi que d'un soutien militaire notamment de l'Iran.

## Réactions à l'ONU

### Résolutions du Conseil de sécurité des Nations unies
- Résolution 242 (1967), Résolution 338 (1973), Résolution 1322 (2000), résolution 1397 (2002)

### Résolutions de l'assemblée générale des Nations unies
Il existe un large consensus international à l'Assemblée Générale de l'ONU sur la manière de régler le conflit israélo-palestinien. Chaque année, l'assemblée générale de l'ONU vote une résolution intitulée « Règlement Pacifique de la Question de Palestine » qui demande à Israël de :
- Se retirer de(s) territoires occupés depuis 1967 y compris Jérusalem Est (« from territories occupied in the recent conflict » d'après la résolution 242) ;
- Régler le problème des réfugiés de manière juste par le droit au retour ou à la compensation (d'après la résolution 194 (III))[73].

Cette résolution est chaque année approuvée par la plupart des pays du monde (environ 160) et rejetée par les États-Unis, Israël, l'Australie et quelques îles du Pacifique (au total 6 ou 7 pays).
- Résolution 181 de l’Assemblée générale de l’ONU (29 novembre 1947)
- Résolution 194 de l'Assemblée générale des Nations unies, 1948
- Résolution 3236, 1974
- Résolution 3376, 1975. S'appuyant sur la 3236, fonde la Conférence internationale de la société civile à l’appui du peuple palestinien et sa Division des droits des Palestiniens du Secrétariat des Nations unies.
- Résolution 3379, 1975.
- Résolution 4686, 1991. Révoque la résolution 3379.

### Comités et conférences à l'ONU
- Conférence internationale de la société civile à l’appui du peuple palestinien, créé en 1975
- Conférence de Durban

### Conflit juridique avec l'ONU
L'Organisme des Nations unies chargé de la surveillance de la trêve occupe l'ancien quartier général du mandat britannique (Gouvernement House) situé sur la colline de Jérusalem, à Armon HaNetziv depuis 1948. Le bâtiment avait été brièvement sous le contrôle du comité international de la Croix-Rouge , qui avait tenté d'administrer la ville, puis cédé sans titres légaux à l'Organisation des Nations unies.
Alors que le bâtiment est situé dans une zone neutre des accords d'armistice de 1948, l'ONU fait construire sur la colline adjacente, une structure ainsi qu'une antenne radio. Après sa conquête du territoire en 1967, Israël met le bâtiment à la disposition de l'ONU, tout en l'enregistrant comme une terre de l'État. En 1988, le roi Hussein de Jordanie, retire tous les liens légaux et administratifs avec la Cisjordanie précédemment occupée, tandis que l'ONU continue d'occuper le bâtiment. En 1973, l'ONU étend la propriété de 33 dunams, sans autorisation ni permis de construire, en violation de la loi israélienne. En 1990, l'ONU construit illégalement un premier bâtiment. La zone sera entourée par une nouvelle barrière. De 2014 à 2016, trois nouveaux bâtiments sont illégalement construits. En 2017, le Gouvernement House, bâtiment historique, est modifié intérieurement et extérieurement sans autorisation par les institutions de conservation du patrimoine historique. Il n'existe pas de documents au sein de la municipalité de Jérusalem, prouvant la légalité de cinq des bâtiments construits en dehors de la propriété et des constructions à l'intérieur de celles-ci. Des associations israéliennes engagent des poursuites auprès de la Cour suprême d'Israël contre l'ONU, malgré l'immunité diplomatique de cette dernière.

## Cour pénale internationale
Le 22 mai 2018, Riyad Al-Maliki, ministre des affaires étrangères palestinien, a présenté au nom de l'Autorité palestinienne une requête à la Cour pénale internationale (CPI) demandant l'ouverture d'une enquête « pour crimes de guerre et crimes contre l’humanité commis par Israël ». La CPI, dirigée par la procureure générale Fatou Bensouda, mène déjà une enquête préliminaire sur les présumés crimes israéliens commis en 2014 et les violations des droits de l'homme liées à la politique de colonisation israélienne en Cisjordanie et à Jérusalem-Est. M. Al-Maliki estime que cette seconde demande de saisine donne à la CPI l’autorité pour enquêter sur les crimes présumés à partir de 2014 jusqu'à la Marche du retour de 2018,.
En septembre 2018, John R. Bolton, conseiller de Donald Trump à la sécurité nationale des États-Unis, a menacé les magistrats de la CPI de sanctions en cas d’enquêtes visant Israël dans le cadre du conflit israélo-palestinien: « Nous allons interdire à ces juges et procureurs l’entrée aux États-Unis. Nous allons prendre des sanctions contre leurs avoirs dans le système financier américain, et nous allons engager des poursuites contre eux dans notre système judiciaire » [...] « Si la Cour s’en prend à nous, à Israël ou à d’autres alliés des Américains, nous n’allons pas rester silencieux », a-t-il mis en garde.
Le 3 mars 2021, la procureure générale de la Cour pénale internationale, Fatou Bensouda annonce ouvrir une enquête sur des soupçons de crimes de guerre commis par les forces israéliennes, le Hamas et des groupes armés palestiniens dans les Territoires palestiniens.

## Cour internationale de justice
À la suite d’une résolution par l’Assemblée générale des Nations unies du 30 décembre 2022, la Cour internationale de justice entreprend le 19 février 2024 une série d’audiences pour examiner les conséquences juridiques de l’occupation de la Cisjordanie depuis 1967 et la Guerre des Six Jours. 52 pays sont appelés à témoigner.
Le 19 juillet 2024, la CIJ rend son avis consultatif, enjoignant notamment l’État Israélien de retirer ses forces armées d'occupation, ainsi que ses colons, des territoires palestiniens, y compris Jérusalem Est, illégalement occupés au regard du droit international.

## Les ressources naturelles

### L'eau
En 2016, ce sont les trois quarts de l'eau potable israélienne qui sont produits à partir de l'eau de mer (effectivement 55 % en août 2016).
Le 26 février 2015, un accord israélo-jordanien sur l'eau est conclu : un système de pompage sera construit dans le golfe d'Aqaba, à la pointe nord de la mer Rouge, afin de collecter de 200 à 300 millions de mètres cubes d'eau de mer par an. Une partie sera acheminée par l'intermédiaire de quatre conduits vers la mer Morte qui a une très haute concentration en sel et qui risque de s'assécher d'ici 2050. Une autre partie sera dessalée dans une usine construite à Aqaba et distribuée en Israël, en Jordanie qui recevra 80 millions de mètres cubes et 30 millions de mètres cubes seront fournis aux Palestiniens,.
Le 15 janvier 2017, Israël et l’Autorité palestinienne signent un accord de renouvellement de coopération dans le domaine de l’eau après une interruption de six ans. La commission est chargée de développer les infrastructures du réseau d’eau courante en Cisjordanie, permettant ainsi un meilleur accès aux villes et villages palestiniens, de les maintenir et de les moderniser. L'augmentation de la fourniture d’eau à la Cisjordanie et à la bande de Gaza, l’approbation du forage de nouveaux puits et la mise à jour du prix de l’eau seront parmi les principales compétences de cette commission.

#### Ouvrages
- (en) Noam Chomsky, Fateful triangle: the United States, Israel, and the Palestinians, Cambridge, Mass, South End Press, 1999, 578 p. (ISBN 978-0-896-08602-9 et 978-0-896-08601-2, lire en ligne).
- Ilan Pappé, Le Nettoyage ethnique de la Palestine, éditions Fayard puis La Fabrique, 2006
- Marc Hecker, Intifada Française ? : De l'importation du conflit israélo-palestinien, Paris, Ellipses, 2012, 506 p. (ISBN 978-2-7298-7259-5 et 2-7298-7259-0, OCLC 80083467).
- Nathan Weinstock, Terre promise, trop promise : genèse du conflit israélo-palestinien, 1882-1948, Paris, O. Jacob, coll. « Histoire », 2011, 506 p. (ISBN 978-2-738-12684-9).
- Victor Mardellat, La tragédie israélo-palestinienne : une lecture du conflit israélo-palestinien à travers la tragédie antique, Suresnes, Les éditions du Net, 2014, 213 p. (ISBN 978-2-312-02150-8).
- Ouvrage collectif sous la direction d'Élie Barnavi, Histoire universelle des Juifs, Hachette, 1992 (ISBN 2-01-016334-6).
- Ouvrage collectif sous la direction de Geoffrey Wigoder (trad. de l'anglais), Dictionnaire encyclopédique du judaïsme, Paris, les Éditions du Cerf, 1993, 1771 p. (ISBN 2-204-04541-1).
- Vladimir Grigorieff (scénario) et Abdel de Bruxelles (dessin), Le Conflit israélo-palestinien : deux peuples condamnés à cohabiter, Bruxelles, le Lombard, 2017, 103 p. (ISBN 978-2-8036-3738-6)
- Georges Bensoussan, Les Origines du conflit israélo-arabe (1870-1950), Que sais-je ?, 2023
- Didier Fassin, Une étrange défaite : Sur le consentement à l'écrasement de Gaza, La Découverte, 5 septembre 2024, 198 p. (ISBN 9782348085369, présentation en ligne)
- Jean-Pierre Filiu, Comment la Palestine fut perdue. Et pourquoi Israël n'a pas gagné. Histoire d'un conflit (XIX e -XXI e siècle), Seuil, 2024,
- Esther Benbassa et Jean-Christophe Attias, Israël-Gaza : La conscience juive à l’épreuve des massacres, Textuel, 2 octobre 2024, 80 p. (ISBN 978-2-38629-037-4, présentation en ligne)
- Philippe Rekacewicz et Dominique Vidal, Palestine-Israël. Une histoire visuelle, Seuil, Paris, 2024.
- Alain Gresh, Israël, Palestine : Vérités sur un conflit. Édition actualisée après le 7 octobre 2023, Fayard, coll. « Pluriel », 2024, 344 p. (ISBN 2818504457).
- Alizée De Pin et Xavier Guignard, Comprendre la Palestine. Une enquête graphique, Les Arènes, Paris, 2025.
- Pierre Blanc et Jean-Paul Chagnollaud, Atlas des Palestiniens. Itinéraire d'un peuple sans État, cartographie de Madeleine Benoit-Guyod, Autrement, Paris, 2025
- Meriem Laribi, Ci-gît l'humanité. Gaza, le génocide et les médias, Éditions Critiques, Paris, 2025.
- Véronique Bontemps (dir.) et Stéphanie Latte Abdallah (dir.), Gaza, une guerre coloniale, Acte Sud, 2025, 320 p. (ISBN 2330204337)
- Pascal Boniface, Permis de tuer : Gaza : génocide, négationnisme et hasbara, Max Milo, 2025, 288 p. (ISBN 2315024374)
- Monique Chemillier-Gendreau, Rendre impossible un État palestinien : L'objectif d'Israël depuis sa création, Textuel, 2025, 160 p. (ISBN 2386290808)

#### Articles
- (fr) Frédéric Giraut, « Apartheid et Israël/Palestine, enseignements et contresens d’une analogie », Cybergeo (Online European Journal of Geography) Points Chauds, 20 p. [PDF] [lire en ligne]
- (fr) Christopher Dembik, « Reconnaissance de la Palestine : et si Israël avait raté une opportunité historique ? », Le Nouvel Observateur, 4/10/2011 [lire en ligne]
- Sari Nusseibeh, « Palestine : l’histoire avance plus vite que les idées » et Shaul Arieli, « La solution à deux États est encore possible », Politique étrangère, 2014, dossier spécial en ligne.
- Penser la paix, penser l'impossible, le conflit israélo-palestinien, Lignes, mars 2015.